# دارلينغتون (أستراليا الغربية)
دارلينغتون (بالإنجليزية: Darlington)‏ أستراليا الغربية، هي منطقة في شاير أوف موندرينج على منحدر دارلينج، مقسمة من نيانيا كريك وشمال نهر هيلينا. [بحاجة لمصدر]

## التاريخ
من عام 1890 إلى عام 1954، كان في دارلينغتون محطة سكك حديدية تخدم من قبل Mundaring Loop ، والتي قسمت المدينة إلى قسمين. في عام 1966 تم إغلاق الخط رسميًا بموجب قانون صادر عن البرلمان وإزالة السكك. يحتل «ممر تراث محميات السكك الحديدية»، أو «ممر اللجام» كما يعرفه السكان المحليون الآن طريق السكك الحديدية السابق، وأصبح مسارًا مشهورًا للمشي وقيادة الدراجات.
كان لدى دارلينجتون بساتين واسعة خلال أوائل القرن العشرين. بسبب «مناخ التلال» الأكثر برودة، يوجد بها عدد من بيوت الضيافة. لورانس بقي في واحدة لفترة قصيرة خلال زيارته لأستراليا. كما تم استخدام بيوت الضيافة كمنازل نقاهة خلال الحرب العالمية الثانية. بحلول منتصف القرن العشرين، عاش عدد كبير من الفنانين في المجتمع الصغير أو ارتبطوا به. بحلول أواخر القرن العشرين ساهم تفكك المزارع والبساتين مع ما نتج عن ذلك من تقسيم للأراضي في زيادة عدد السكان المحليين.

## السكان
في تعداد 2016 كان هناك 3656 شخصًا يقطن في دارلينجتون. 65.4٪ من الناس ولدوا في أستراليا. كانت إنجلترا هي البلد التالي الأكثر شيوعًا للولادة بنسبة 14.0%. و90.3% من الناس يتحدثون الإنجليزية فقط في المنزل. يصف 40.9% من السكان أنهم «بلا دين»، و19.3% أنجليكيون، و13.9% كاثوليكيين، و8.5% لم يذكروا، و4.9% مسيحيين «دون تحديد». 

## سكان سابقون بارزون
- جاي جري سميث
- روبرت جنيبر
- ديفيد هربرت لورانس - فترة قصيرة
- أوبر نيفيل
- مولي سكينر
- جورج تمبل بول
- ريتشارد ولدندورب

## المعرض

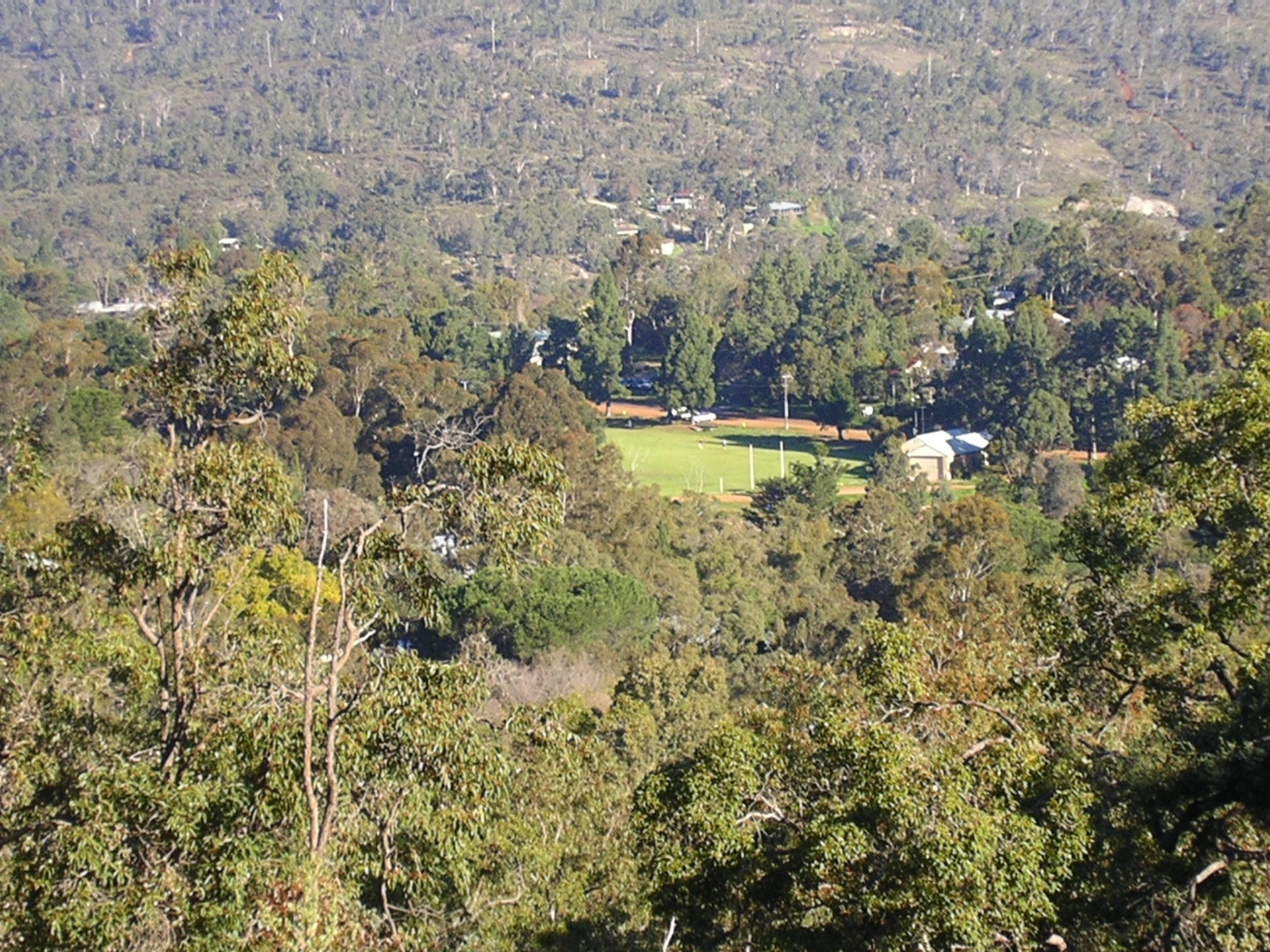
دارلينجتون البيضاوية من الجزء الخلفي من جرين ماونت هيل
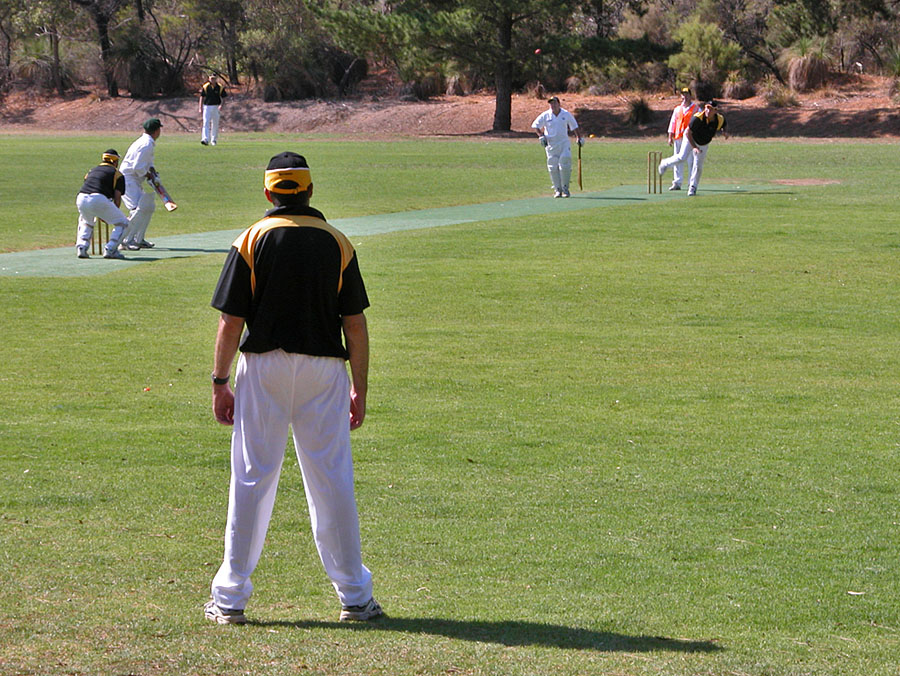
لعبة الكريكيت على دارلينجتون البيضاوي ، مارس 2005
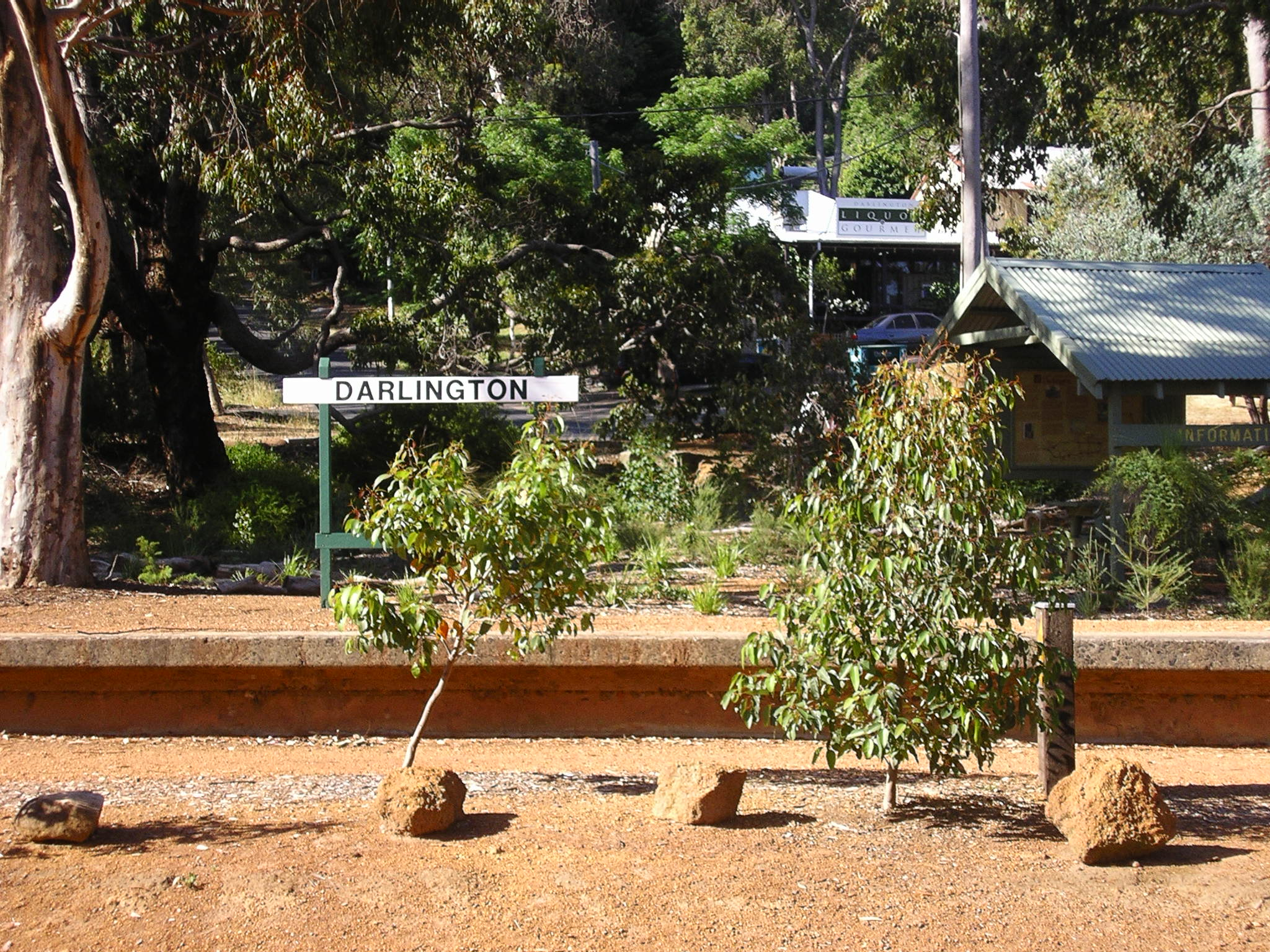
منصة محطة دارلينجتون - آخر استخدام لها عام 1954